# Milen Tanev
Milen Tanev (tiếng Bulgaria: Милен Танев; sinh 4 tháng 3 năm 1987) là một cầu thủ bóng đá Bulgaria hiện tại thi đấu ở vị trí tiền vệ cho Vereya.

## Sự nghiệp
Tanev đá cho Pomorie ở Second League trong hai mùa giải nhưng rời câu lạc bộ vào tháng 6 năm 2017 when anh ký hợp đồng với Vereya.

## Danh hiệu

### Câu lạc bộ
- Beroe
  - Cúp bóng đá Bulgaria: 2009-10